# Parc Jacques Brel
Le parc Jacques Brel (en néerlandais : Jacques Brelpark) est un parc bruxellois, situé principalement dans la commune de Forest.

## Localisation
La plus grande partie de ce parc se situe sur le territoire de la commune de Forest. Toutefois l'extrémité orientale (près de la gare d'Uccle-Stalle) fait partie de la commune d'Uccle. Le parc est entouré par: la rue Jean-Baptiste Baeck, l'avenue Kersbeek et la ligne 124 de chemin de fer  parallèle à l'avenue de Haveskercke (commune de Forest) et la rue Victor Allard (commune d'Uccle). L'entrée du parc (porte grillagée entourée de piliers en brique crénelés) se situe au niveau de l'avenue Kersbeek (à droite de l'immeuble sis au no 252).

## Histoire
Depuis 1980, ce parc rend hommage à Jacques Brel, né le 8 avril 1929 à Schaerbeek et mort le 9 octobre 1978 à Bobigny, célèbre auteur-compositeur-interprète, poète, acteur et réalisateur belge. Auparavant, le lieu s'appelait le parc des Éperons d'or du nom d'un château aujourd'hui disparu. Le parc est le résidu d'un vieux bois déjà mentionné en 1648 sous le nom de Kersbeekbosch, littéralement le bois du ruisseau aux cerises.

## Description
Ce parc d'une superficie d'environ 1,60 hectare est assez boisé. Il possède quatre pièces d'eau (deux grandes comprenant chacune une petite île et deux petites) reliées entre elles.

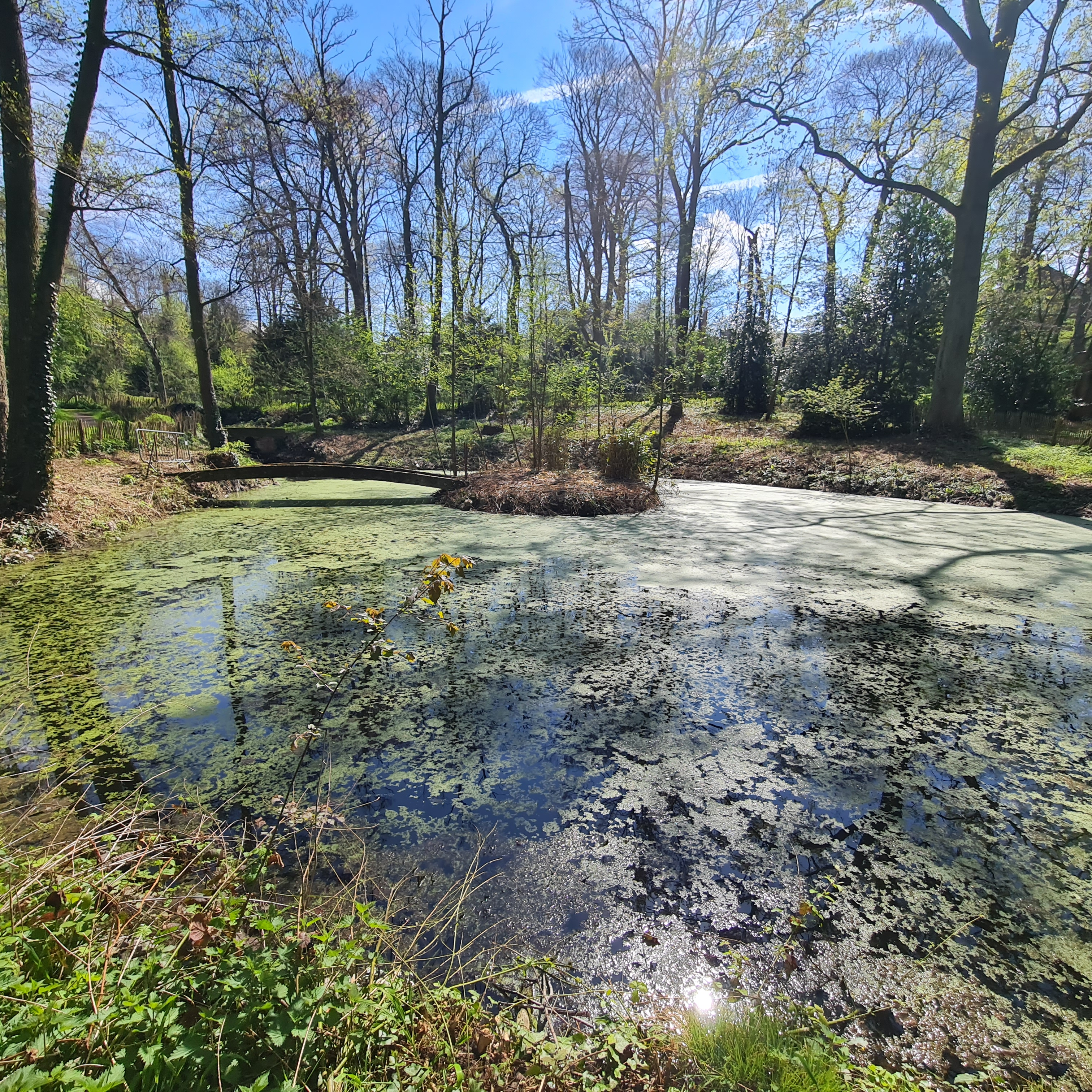
Pièce d'eau principale

## Arbres remarquables
L'allée de châtaigniers à l'entrée du parc.

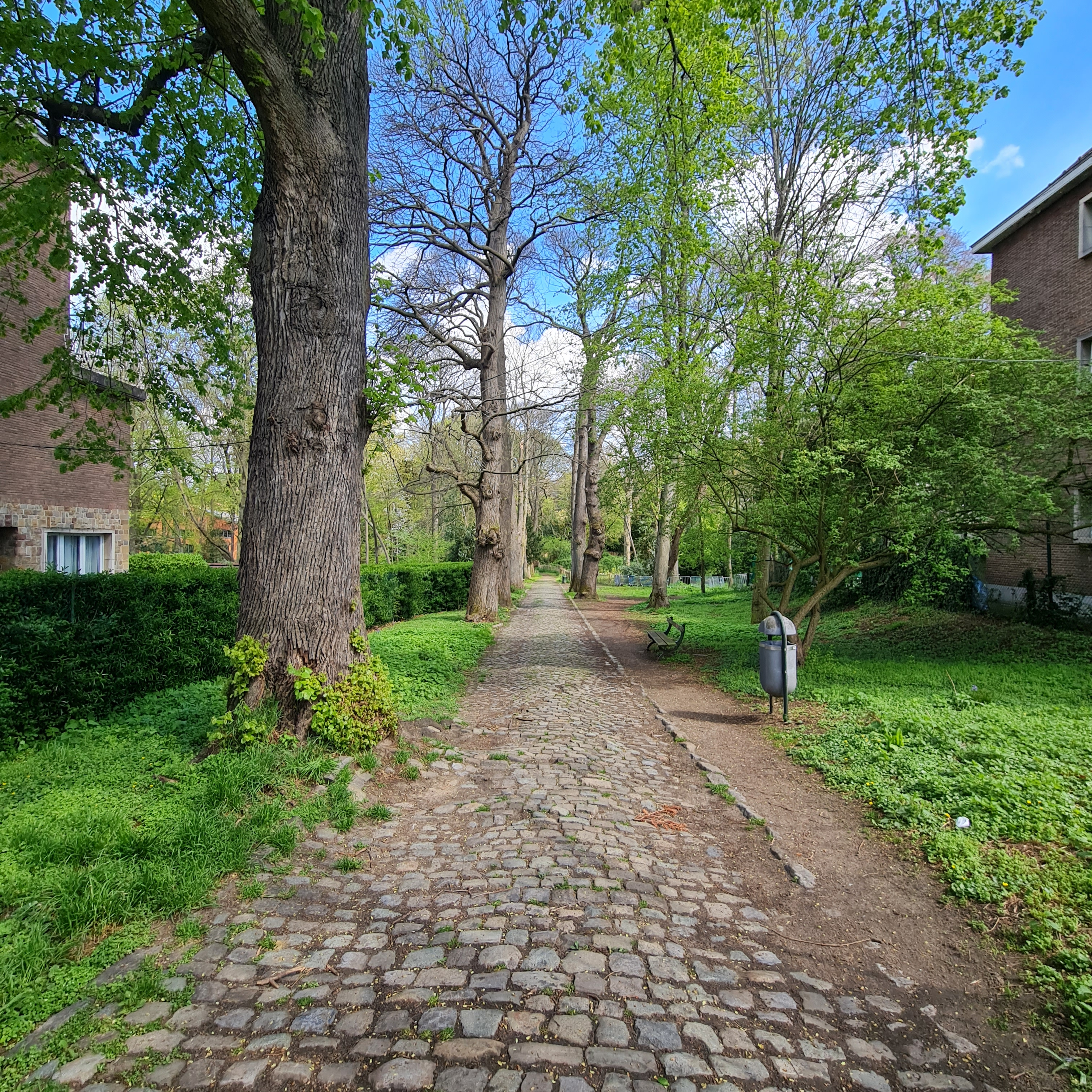
Allée à l'entrée du parc

Le chêne Joséphine, chêne pédonculé, a près de 400 ans d'âge, et est probablement le plus vieux chêne de la Région Bruxelles Capitale. Il mesure 20 m de haut et plus de 650 cm de diamètre et est repris comme arbre monumental

## Monuments
Un buste réalisé en 1982 par l’artiste Klaus représente Jacques Brel ainsi que quelques lignes de sa chanson Fils de... : "Fils de bourgeois ou fis d'apôtre, Tous les enfants sont comme le nôtre. Fils de César ou fils de rien, Tous les enfants sont comme le tien..."
La sculpture d'Olga, la lionne.

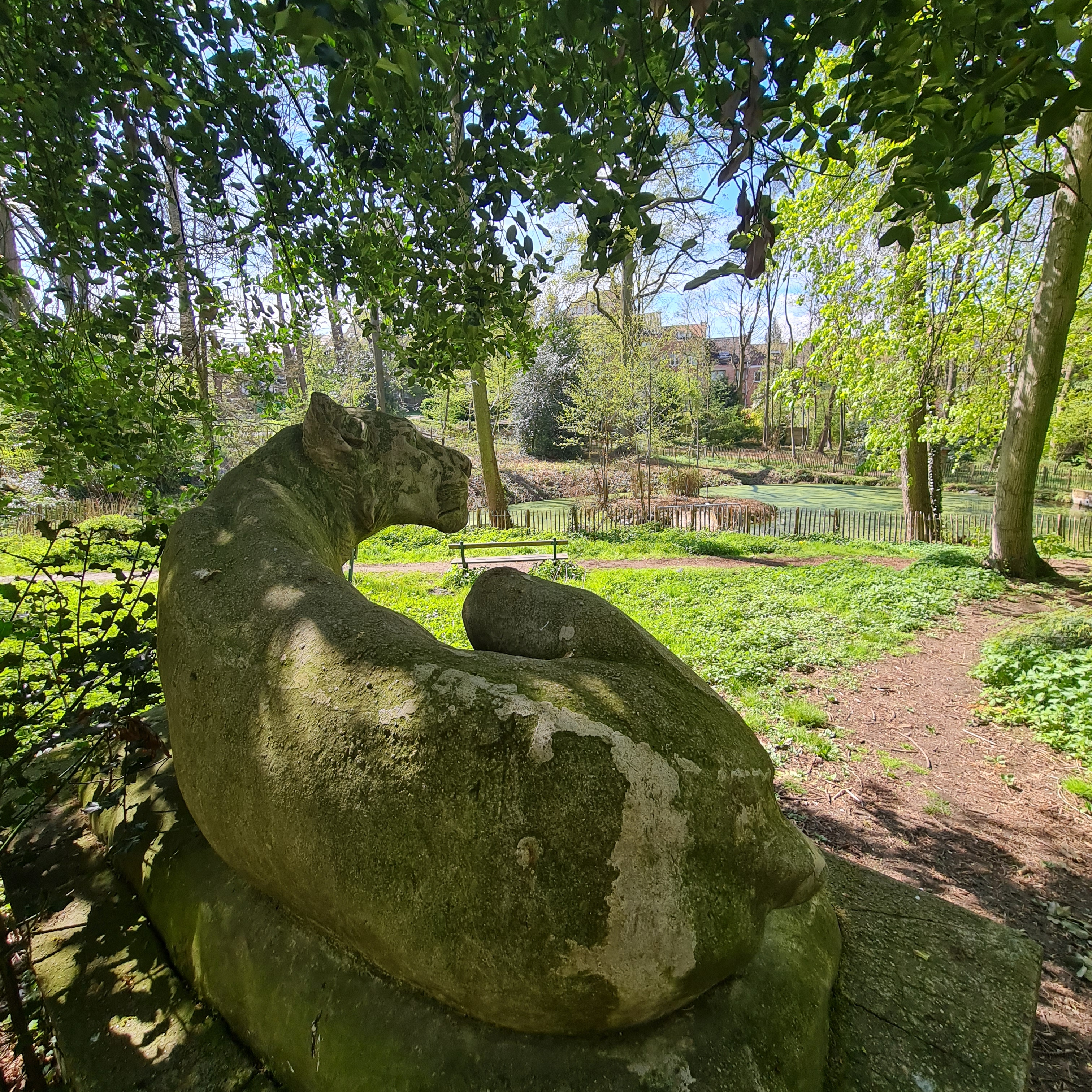
La sculpture d'Olga la lionne

Le pavillon Joséphine, construit en 1910 par Tayart de Borms. Le pavillon qui avait été vandalisé a été reconstruit en 2019.

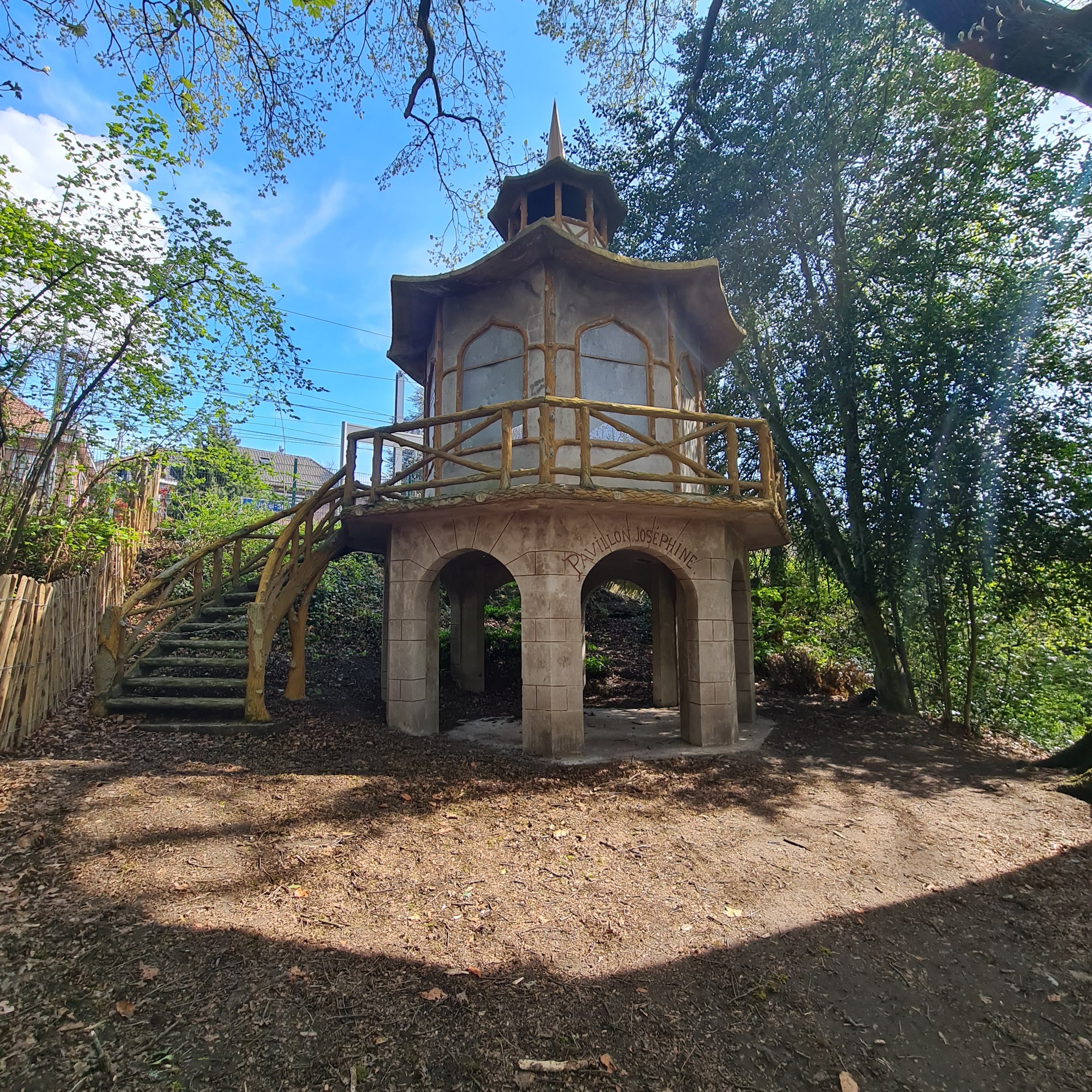
Pavillon Joséphine

## Accessibilité
Ce site est desservi par la gare d'Uccle-Stalle et le bus 74 de la STIB, arrêt Uccle-Stalle.

## Classement
Le parc est repris sur la liste des monuments classés de Forest depuis le 17 juin 1993.